# Ometochtli
Nella mitologia azteca, Ometochtli è il generico nome collettivo di alcune divinità e figure soprannaturali legate al pulque (nahuatl: octli), una bevanda alcolica derivata dalla linfa della pianta di agave americana.

## Descrizione
Nel periodo post-classico mesoamericano nacquero molti culti e pratiche religiose attorno alla preparazione ed al consumo rituale di bevande, noti come "culto del pulque (o octli)", con probabili origini in una regione montuosa del Messico centrale. Nella società azteca i riti octli erano un'importante componente della religione azteca, ed erano numerose le divinità ed i gruppi di sacerdotes ("sacerdoti") legati a loro.
"Ometochtli" è un nome del calendario mesoamericano in lingua nahuatl classica, ed indica il "due coniglio".